# Nikon Coolpix S6
Pour les articles homonymes, voir S6.
Le Nikon Coolpix S6 est un appareil photographique numérique de type compact fabriqué par Nikon de la série de Nikon Coolpix.
Commercialisé en février 2006 au prix public de 449 € en même temps que le S5 aux mêmes caractéristiques mais sans la fonction Wi-Fi, le S6 est un appareil de forme ergonomique assurant une bonne prise de main, de dimensions réduites : 10,05 x 6 x 2,1 cm, d'une définition de 6,0 mégapixels et d'un zoom optique de 3x.
Sa portée minimum de la mise au point est de 30 cm, ramenée à 4 cm en mode macro.
Sa principale caractéristique est sa fonction Wi-Fi intégrée avec une portée de 20 m qui permet le transfert en direct, au fur et à mesure qu'elles sont prises, les images vers un ordinateur ou une imprimante, grâce à la technologie « sans fil ».
Il est équipé d'une fonction « AF Priorité visage » qui permet d'avoir des portraits d'une bonne luminosité puisque l'appareil détecte les visages et réalise la mise au point dessus.
Il possède également le système « D-lighting » développé par Nikon qui permet éclaircir les zones sous-exposées d'une image directement à partir de l'appareil, ainsi que le dispositif de stabilisation électronique "VR" (Vibration Reduction) qui permet de supprimer le flou de bougé uniquement pendant l’enregistrement de clips vidéo.
Son automatisme gère 15 modes Scène pré-programmés afin de faciliter les prises de vues (paysage, portrait, macro, musée, fête/intérieur, rétro-éclairage, plage/neige, portrait nuit, feu d'artifice, nocturne, aube/crépuscule, assistant de panorama, reproduction, sports, coucher de soleil).
L’ajustement de l'exposition est automatique et permet également un mode manuel avec un ajustement dans une fourchette de ±2.0 par paliers de 0,33 EV.
La balance des blancs se fait de manière automatique, mais également semi-manuel avec des options pré-réglées (ensoleillé, lumière incandescente, tube fluorescent, nuageux, flash/éclair).
La fonction "BSS" (Best Shot Selector) sélectionne parmi dix prises de vues successives, l'image la mieux exposée et l'enregistre automatiquement.
Sa fonction "Pictmotion" intégrée permet de visualiser un diaporama musical sur l'appareil photo ou la téléviseur en choisir un style et un extrait musical.
Son flash incorporé a une portée effective de 0,3 à 2,6 m en grand-angle et de 0,3 à 1,4 m en téléobjectif et dispose de la fonction atténuation des yeux rouges et d'un dispositif d'éclairage AF.
Il est fourni avec une station d'accueil MV-15 qui permet de recharger la batterie de l'appareil, de transférer les images sur l'ordinateur via un câble USB ou de visualiser les images de l'appareil sur un téléviseur.
Son mode Rafale permet de prendre en continu 2,2 images par seconde.
Nikon a arrêté sa commercialisation en 2006.

## Caractéristiques
- Capteur CCD taille 1/2,5 pouce : 6,18 millions de pixels, effective : 6,0 millions de pixels
- Zoom optique : 3x, numérique : 4x
- Distance focale équivalence 35 mm : 35-105 mm
- Ouverture de l'objectif : F/3,0-F/5,4
- Vitesse d'obturation : 2 à 1/1500 seconde
- Sensibilité : auto 50 à 400 ISO et manuel : 50 - 100 - 200 et 400.
- Stockage : Secure Digital SD et MultiMedia Card - mémoire interne de 20 Mo
- Définition image maxi : 2816x2112 au format JPEG.
- Autres définitions : 2048x1536, 1024x768 et 640x480
- Définitions vidéo : 320x240 et 640x480 à 30 images par seconde et 160x120 et 320x240 à 15 images par seconde au format Quicktime avec son.
- Connectique : docking station, Wi-Fi IEEE 802.11b/g, USB 1.1, audio/vidéo composite
- Écran LCD de 3 pouces - matrice active TFT de 230 000 pixels
- Compatible PictBridge
- Batterie propriétaire rechargeable Lithium-ion type EN-EL8
- Poids : 140 g sans accessoires (batterie et carte mémoire)
- Finition : argent laqué, gris anthracite laqué ou noir mat.